# Frédéric Raisin
Frédéric-Pierre Raisin auch Frédéric Resin (* 25. August oder 25. April 1851 in Conches bei Chêne-Bougeries; † 1. Februar 1923 in Genf; heimatberechtigt in Cronay und Genf) war ein Schweizer Jurist, Politiker und Kunstsammler; er veröffentlichte zu heraldischen Fragen auch unter dem Anagramm Nisiar.

## Leben

### Familie
Frédéric Raisin war der Sohn des Untersuchungsrichters und Grossrats Pierre-Isaac-Etienne Raisin (1820–1870) und dessen Ehefrau Catherine Hélène (geb. Granger).
Er war seit 1885 mit Henriette-Stéphanie, der Tochter von Frédéric-Henri Braillard verheiratet; ihr gemeinsamer Sohn war der Jurist und Politiker Marcel Raisin (1890–1949).
Frédéric Raisin war ein enger Vertrauter des Malers Félix Vallotton.

### Werdegang
Frédéric Raisin immatrikulierte sich 1869 zu einem Studium der Rechtswissenschaften an der Universität Heidelberg und setzte das Studium an der Universität Genf fort.
Nach Beendigung des Studiums betätigte er sich seit 1873 unter anderem auch als Wirtschaftsanwalt.
Er war Ersatzrichter am Zivilgericht und von 1892 bis 1922 am Obergericht des Kantons.
Von 1902 bis 1913 war er Präsident des Rats der Genfer Advokatenkammer.
Er war von 1890 bis zu seinem Tod Mitglied im Aufsichtsrat der Bank von Genf und von 1907 bis 1910 im Aufsichtsrat von Sécheron.
1892 vertrat er Graf Joseph-Emile Palluat de Besset (1836–1895) und dessen Schwager Marquis d'Humieres im Montblanc-Prozess unter anderem gegen Samuel Rochat, Ingenieur und Direktor der Dampfschifffahrtsgesellschaft Compagnie générale de navigation, weil es am 9. Juli 1892 in Ouchy am Genfersee zu einem Kesselzerknall beim Schaufelraddampfer Montblanc mit 26 Todesopfern kam; der Graf und dessen Schwager verloren hierbei fünf Familienangehörige. Samuel Rochat, den Rechtsanwalt Georges Favey (1847–1919) verteidigte, und die weiteren Angeklagten wurden im darauffolgenden Prozess, trotz nachgewiesener Verfehlungen, durch die Geschworenen freigesprochen.
1896 wurde ihm als Konsul des Königreichs der Niederlande das Exequatur erteilt.
Er wurde 1897 in den Verwaltungsrat der Jura-Simplon-Bahn gewählt.
1901 wurde er Betrugsopfer des im selben Jahr festgenommenen Archäologen Jacques Mayor, Direktor der Genfer Kunstsammlungen. Dieser hatte ihn um 30.000 Schweizer Franken betrogen und wurde darauf für diese und weitere Taten zu fünf Jahren Haft verurteilt.
Er kam 1910 in den Verwaltungsrat der Société des eaux de table stérilisées "Monopol" und 1912 der Comptoir Marseillais de transit maritime et terrestre.

### Politisches und gesellschaftliches Wirken
Von 1878 bis 1880 war Frédéric Raisin für die Jeune République (Junge Republik), die Henri Fazy 1868 gegründet hatte, im Genfer Grossrat, bis er von 1884 bis 1895 sowie 1901 und 1913 für die Demokratische Partei im Grossen Rat war.
Er war vom 1. Dezember 1890 bis zum 24. Juni 1892 Ständerat.
Als Literaturliebhaber übersetzte er die Gedichte des Argentiniers Leopoldo Díaz (1862–1947), verfasste satirische Gedichte und schrieb unter dem Anagramm Nisiar für den Intermédiaire.
Frédéric Raisin gehörte mehreren Malerjurys und Kunstkommissionen (1897 Eidgenössische Kunstkommission) an, so unter anderem bei der Schweizerischen Landesausstellung 1896 in Genf.
Er verkaufte 1911 das Bild Les réformateurs dans la cour du collège von Ferdinand Hodler an die Stadt Genf.
Seine Kunstsammlung wurde 1927 in der Galerie Moos in Genf versteigert.

## Mitgliedschaften
Frédéric Raisin war seit 1891 Mitglied im Schweizer Juristenverein.
Er war Mitglied im 1896 gegründeten Touring Club Schweiz und bis 1909 deren erster Präsident, 1909 wurde er zum Ehrenmitglied und später zum Ehrenpräsidenten ernannt. Unter seinem Vorsitz gründete er, gemeinsam mit Ernest Guglielminetti, 1904 eine Liga gegen den Staub, die sich für das Teeren der Strassen einsetzte, die sich jedoch bereits 1909 wieder auflöste.
Seit 1905 war er Mitglied der 1891 gegründeten Schweizerischen Heraldische Gesellschaft.